# Rasm al-Achdar
Rasm al-Achdar – wieś w Syrii, w muhafazie Aleppo, w dystrykcie Manbidż. W 2004 roku liczyła 1228 mieszkańców.